# Гран, Дитер
Дитер Гран (нем. Dieter Grahn; род. 20 марта 1944, Цобтен) — немецкий гребец, выступавший за сборную ГДР по академической гребле в 1960-х и 1970-х годах. Двукратный олимпийский чемпион, дважды чемпион мира и чемпион Европы, победитель многих регат национального и международного значения. Также известен как тренер.

## Биография
Дитер Гран родился 20 марта 1944 года в городе Цобтен. Проходил подготовку в Дрездене в местном спортивном клубе «Айнхайт Дрезден».
Первого серьёзного успеха на взрослом международном уровне добился в сезоне 1966 года, когда вошёл в основной состав восточногерманской национальной сборной и побывал на чемпионате мира в Бледе, откуда привёз награду золотого достоинства, выигранную в зачёте распашных четвёрок без рулевого.
В 1967 году в безрульных четвёрках одержал победу на чемпионате Европы в Виши.
Благодаря череде удачных выступлений удостоился права защищать честь страны на летних Олимпийских играх 1968 года в Мехико — составе экипажа, куда также вошли гребцы Дитер Шуберт, Франк Форбергер и Франк Рюле, занял первое место в программе мужских безрульных четвёрок и тем самым завоевал золотую олимпийскую медаль.
Став олимпийским чемпионом, Гран остался в составе гребной команды ГДР и продолжил принимать участие в крупнейших международных регатах. Так, в 1969 году он выступил на европейском первенстве в Клагенфурте, где стал серебряным призёром в безрульных двойках, уступив на финише только команде из США.
В 1970 году в безрульных четвёрках был лучшим на мировом первенстве в Сент-Катаринсе.
На чемпионате Европы 1971 года в Копенгагене добавил в послужной список ещё одну золотую медаль, полученную в безрульных четвёрках.
Находясь в числе лидеров восточногерманской национальной сборной, благополучно прошёл отбор на Олимпийские игры 1972 года в Мюнхене — здесь с теми же партнёрами вновь обошёл всех соперников в зачёте безрульных четвёрок и выиграл ещё одну золотую олимпийскую медаль.
За выдающиеся спортивные достижения награждался орденом «За заслуги перед Отечеством» в серебре (1968) и золоте (1972). Кавалер серебряного ордена «Звезда дружбы народов» (1971).
Впоследствии добился больших успехов на тренерском поприще, в частности в период 2000—2009 годов возглавлял национальную сборную Германии по академической гребле.